# Abolicionismo penal
El abolicionismo penal es una corriente criminológica que promueve la definitiva eliminación del poder punitivo.
El abolicionismo penal considera que el sistema penal no resuelve conflictos, es inhumano en cualquiera de sus formas, genera violencia, multiplica desigualdades sociales y solo contribuye a mantener inalterable el orden establecido.
A diferencia del Movimiento abolicionista de la prisión, el abolicionismo penal no se limita a cuestionar únicamente los establecimientos penitenciarios. Por su parte, además de la eliminación de la cárcel, promueve terminar también con el resto de las agencias del sistema penal y sus diferentes manifestaciones tempo-espaciales -desde el castigo en plazas públicas, propio del modelo inquisitivo bajo medieval, hasta las diferentes expresiones punitivas del actual estado de derecho-.

## Origen
El abolicionismo penal surge en la década del sesenta del siglo XX en países tales como Noruega, Países Bajos y Alemania.
Sus inicios se corresponden con un contexto sociopolítico y cultural signado por “cierto espíritu de época”, representado icónicamente por las revueltas estudiantiles del Mayo de 1968 en Francia y otros fenómenos contemporáneos de similar trascendencia.
Es una de las principales vertientes ideológicas de la “criminología crítica”, rama de la criminología que supuso un cambio de paradigma en relación con el abordaje de “la cuestión criminal”, prescindiendo de los clásicos enfoques etiológicos -que desde Cesare Lombroso hasta su aparición caracterizaron esta disciplina- y avocándose a planteos mayormente relacionados al control social, fuertemente inspirados en las teorías críticas de la Escuela de Fráncfort, el construccionismo social, la teoría del etiquetado, la fenomenología, etc.
Como su propio nombre lo indica, el abolicionismo penal reconoce en los abolicionismos de la esclavitud, la tortura y la pena de muerte, oriundos del siglo XIX, sus antecedentes más remotos.

## Principales ideas
Desde esta perspectiva se afirma que el “delito” como tal no existe, sólo existen los actos. El “delito” carece de ontología propia y/o contenido esencial definitorio. Los “delitos” son meros conflictos entre particulares. La autoridad dominante, coloca sobre determinadas conductas la etiqueta “delito”, sólo a los fines de tener el control absoluto de su destino, desde la potencial puesta en marcha del aparato represivo. Lo que es “delito” hoy puede dejar de serlo mañana. Lo que es “delito” en España, puede no serlo en Argentina o viceversa. Todo dependerá del ánimo de los poderosos de turno.
A su vez, y en estricta relación a lo anterior, se concluye que si el “delito” no existe, los “delincuentes” tampoco. Son simples personas en conflicto. La categoría “delincuente” representa una construcción política estatuida maquiavélicamente desde la autoridad, con el único propósito de generar enemigos sociales que justifiquen la vigencia del aparato represivo del Estado. En consecuencia se impone tomar con pinzas la visión agonal schmittiana amigo-enemigo, víctima-delincuente. No hay buenos ni malos. Héroes ni villanos. Normales ni anormales. Sólo sectores con mayor poder de definición que otros.
Para el abolicionismo penal, el sistema penal es segregacionista, excluyente, selectivo, y en cuanto tal solo favorece a los “poderosos”.

### División en tres posturas distintas
Dentro del abolicionismo penal se desarrollan tres posicionamientos teóricos diferentes:
- Corriente radical. Aboga por la total desaparición del Derecho penal y de las instituciones penitenciarias.
- Corriente institucional. Se centra, únicamente, en el derrocamiento de las instituciones penitenciarias.
- Corriente jurídico-penal. Es discutible que deba incluirse esta corriente dentro del abolicionismo, ya que en realidad no pretende su desaparición. No obstante, sí defiende que este sea reducido al mínimo necesario.

## Máximos exponentes
Émile de Girardin, de quien cabría destacar la obra Du droit de punir, fue uno de los máximos representantes de esta corriente. Para este periodista francés, el Estado no se halla legitimado para imponer pena alguna. La historia, sostiene, avala su postura: según él, la pena no ha servido a más que a la opresión y a la barbarie, y ha sido objeto de abusos y arbitrariedades. En la actualidad, los fundamentos de su pensamiento siguen estando presentes en la corriente abolicionista, en mayor o menor medida. 
Los principales referentes del abolicionismo penal son los noruegos Nils Christie y Thomas Mathiesen y el neerlandés Louk Hulsman, fundamentales en el desarrollo embrionario de esta corriente y artífices principales de sus grandes conquistas histórico-políticas. Entre ellas cabe destacar el notable reconocimiento recibido por el abolicionismo penal a nivel mundial a partir de lo sucedido en el Noveno Congreso de Criminología de Viena de 1983 o el impacto causado por las ideas abolicionistas en el “Informe del Comité Europeo sobre problemas de Criminalidad” (Consejo de Europa, Estrasburgo, 1980).
En menor medida, también puede destacarse lo realizado por Hermann Bianchi, Sebastian Scheerer, Heinz Steinert, John Blad y René Van Swaaningen.
Algunos especialistas consideran que Stanley Cohen y Michel Foucault también pueden ser identificados con el abolicionismo penal.

## El abolicionismo penal como movimiento social
En 1968 tuvo lugar la creación de KROM, “Asociación para la reforma penal en Noruega”.
Desde esta organización —compuesta por profesores, estudiantes, presos, ex presos, familiares de presos, víctimas de “delitos”, etc.— se puede visualizar el desarrollo del abolicionismo penal, ya no solo como corriente de pensamiento, sino también como “movimiento social”.
Previo a ello también tuvo lugar la creación de KRUM en Suecia en 1965 y KRIM en Dinamarca en 1967, organizaciones abolicionistas en sus orígenes, pero meramente reformistas en su continuidad.
En el año 1983 se produjo la primera edición de la ICOPA (International Conference on Penal Abolition), en la ciudad canadiense de Toronto.
La ICOPA ha sido fundamental para la expansión y desarrollo del abolicionismo penal por fuera de los límites del continente europeo.

## El abolicionismo penal en América Latina
El abolicionismo penal ha ganado terreno en América Latina durante la última década, consolidándose como un enfoque crítico hacia los sistemas de justicia tradicionales. Este movimiento, que cuestiona la legitimidad del castigo penal y aboga por alternativas no punitivas, ha encontrado eco en diversos países de la región debido a las crecientes preocupaciones sobre la sobrepoblación carcelaria, la criminalización de la pobreza, y las profundas desigualdades sociales. Inspirado en teorías críticas y en la experiencia de movimientos abolicionistas en Europa y Norteamérica, el abolicionismo penal en América Latina ha influido en debates académicos, políticas públicas y activismos que promueven la justicia restaurativa, la despenalización de ciertos delitos, y la búsqueda de modelos de seguridad basados en la comunidad y en los derechos humanos.
En la actualidad se destacan los trabajos y actividades realizadas por Edson Passeti en Brasil y Maxi Postay en Argentina, quienes desde sus colectivos de pertenencia (Nu Sol y LTF, respectivamente) han intentado brindarle al abolicionismo penal mayor profundidad y amplitud epistemológica, evitando ser relacionados únicamente con tradiciones o perspectivas basadas en abordajes criminológicos.
En Brasil, Edson Passeti ha impulsado el movimiento denominado anarco-abolicionismo o abolicionismo penal libertario que ha propuesto la abolición del sistema penal y sus derivaciones represivas, mientras que en Argentina, Maxi Postay ha propuesto el  "abolicionismo de la cultura represiva" como una forma de superar las militancias abolicionistas clásicas.